# Dummy (filme)
Dummy (bra: Dummy - Um Amor Diferente) é um filme de comédia norte-americano lançado em 2002 dirigido por Greg Pritikin . É estrelado por Adrien Brody e Milla Jovovich.

## Sinopse
Steven (Adrien Brody) mora com sua família composta por pessoas excêntricas que não conseguem entender seu sonho de se tornar um ventríloco. Sua conselheira profissional, Lorena (Vera Farmiga), foi quem deu a ele o primeiro trabalho, agora ele pretende ir para Las Vegas e tornar seu sonho realidade.

## Elenco
- Adrien Brody ... Steven
- Milla Jovovich ... Fangora
- Illeana Douglas ... Heidi
- Vera Farmiga ... Lorena
- Jessica Walter ... Fern
- Ron Leibman ... Lou
- Jared Harris ... Michael
- Mirabella Pisani ... Bonnie

## Recepção
No agregador de críticas dos Estados Unidos, o Rotten Tomatoes, na pontuação onde a equipe do site categoriza as opiniões da  grande mídia e da mídia independente apenas como positivas ou negativas, o filme tem um índice de aprovação de 70% calculado com base em 33 comentários dos críticos. Por comparação, com as mesmas opiniões sendo calculadas usando uma média aritmética ponderada, a nota alcançada é 6.10/10 que é seguida do consenso: "Dummy é uma comédia familiar doce que sucede devido a performances encantadoras, mesmo que o produto final se sente um pouco mal cozido".
Em outro agregador de críticas também dos Estados Unidos, o Metacritic, que calcula as notas usando somente uma média aritmética ponderada de determinados veículos de comunicação em maior parte da grande mídia, o filme tem 12 avaliações da imprensa anexadas no site e uma pontuação de 48 entre 100, com a indicação de "revisões mistas ou neutras".